# Brewton (Alabama)
Brewton − miasto w południowo-wschodniej części Stanów Zjednoczonych, w Alabamie, stolica hrabstwa Escambia.

## Demografia
- Liczba ludności: 5167 (2023)[1]
- Gęstość zaludnienia: 174 os./km²
- Powierzchnia: 29,7 km²

## Współpraca
Miejscowość partnerska:
- Péruwelz, Belgia